# Neus Munté
Munté  Fernández est un nom espagnol. Le premier nom de famille, en général paternel, est Munté ; le second, en général maternel, souvent omis, est Fernández.
Neus Munté i Fernández, née le 13 novembre 1970 à Barcelone, est une avocate et une femme politique espagnole, membre de Convergence démocratique de Catalogne (CDC) puis du Parti démocrate européen catalan (PDeCAT).

## Biographie
Elle est députée au Parlement de Catalogne de 2002 à 2003, puis à nouveau à partir de 2010. Elle devient, en décembre 2012, ministre des affaires sociales et de la famille du gouvernement de Catalogne. En mars 2013, elle démissionne de son mandat de député au Parlement catalan, mais conserve son poste au gouvernement de la Généralité dont elle devient vice-présidente et porte-parole du gouvernement en juin 2015. De nouveau élue au Parlement catalan lors des élections du 27 septembre 2015, elle cesse d'être vice-présidente du gouvernement en janvier 2016 mais demeure porte-parole et conseillère du cabinet formé par Carles Puigdemont.
En juillet 2016, lors de la création du Parti démocrate européen catalan (PDeCAT), qui succède à Convergence démocratique de Catalogne (CDC), Neus Munté en devient vice-présidente.
Le 14 juillet 2017, lors d'un remaniement du gouvernement catalan, elle est relevée de ses fonctions de conseillère à la Présidence et de porte-parole en raison de ses réticences vis-à-vis du projet de référendum sur l'indépendance de la Catalogne prévu le 1er octobre suivant. Elle est remplacée par Jordi Turull.
Après la démission d'Artur Mas, elle assure la présidence du PDeCAT de janvier à juillet 2018.